# タイワンツバメシジミ

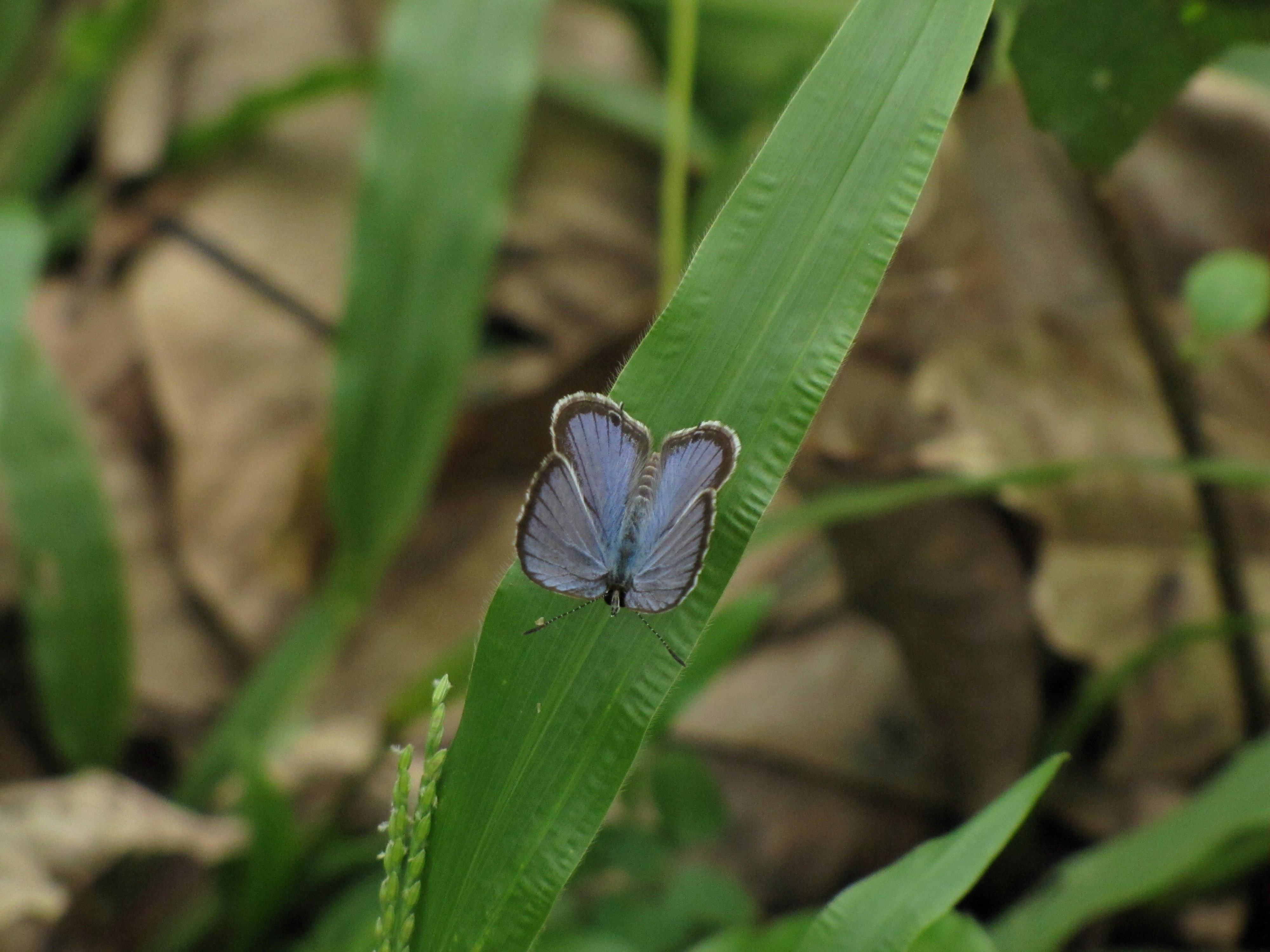

タイワンツバメシジミ（台湾燕小灰蝶、 Everes lacturnus）は、チョウ目（鱗翅目）シジミチョウ科に属するチョウの一種。

## 概要
ツバメシジミとたいへんよく似た小型の蝶。ツバメシジミよりは小さく、後翅裏の尾状突起付け根にある赤斑は顕著になる。また後翅裏の中央寄りに3つの黒点がよく現れる。
低地から低山地の草原や林縁を住みかとするが、発生は局所的である。市街地にはいない。花によく集まる。
幼虫の食草はシバハギ・タチシバハギ（マメ科）で、母蝶は花穂に卵を1つずつ産みつける。成虫の発生は遅く、8月下旬から見られるようになり10月半ばにはいなくなる。年1回発生。越冬態は幼虫。
ツバメシジミのほか、生態・形態ともに余り類似していないがゴイシツバメシジミも近縁種である。

## 分布
和歌山県南端、四国（太平洋側）、九州。
国外ではインド、オーストラリア区。

## 保全状況評価
タイワンツバメシジミ南西諸島以南亜種E. l. lacturnus（Godart）
- 絶滅危惧IA類 (CR)（環境省レッドリスト）

タイワンツバメシジミ本州・四国・九州産亜種　E. l. kawaii（Matsumura）
- 絶滅危惧IB類 (EN)（環境省レッドリスト）